# STB Le Havre
Saint Thomas Basket Le Havre, kurz STB Le Havre, ist ein französischer Basketballverein aus der Hafenstadt Le Havre in der Region Normandie. Die professionelle erste Mannschaft spielte von 2000 bis 2016 in der höchsten nationalen Spielklasse LNB Pro A. An offiziellen internationalen Vereinswettbewerben hat der Verein erst zweimal in dem eher schwächer einzustufenden europäischen Wettbewerb EuroChallenge teilgenommen.

## Geschichte
1924 wurde auf Initiative der Brüder Pineau im 1903 gegründeten Verein Union sportive de Saint Thomas d’Aquin eine Basketballabteilung eingerichtet. 1932 gehörte diese zu den Gründungsmitgliedern des französischen Basketballverbandes FFBB. Ab 1952 spielte der Verein erstklassig, verschwand aber Mitte der 1960er Jahre in regionalen Spielklassen, bevor er 1974 in der vierthöchsten Spielklasse wieder in eine nationale Spielklasse aufstieg. Im Anschluss an den Aufstieg in die dritthöchste Spielklasse 1987 gelang der Durchmarsch in die zweithöchste Spielklasse Nationale 2. Mit Gründung der professionellen Abteilungen der Ligue Nationale de Basket fand sich STB ab 1993 im Unterhaus Pro B wieder, was der zweithöchsten Spielklasse entsprach. Aus dieser gelang im Jahr 2000 der Aufstieg in die höchste Spielklasse Pro A.
Nachdem man in der Pro A zweimal nur knapp den Klassenerhalt erreicht hatte, qualifizierte man sich 2003 und 2004 zweimal für die Play-offs um die französische Meisterschaft, wo man jeweils in der ersten Runde ausschied. Dies reichte 2003 für die Qualifikation des damals noch FIBA Europe League genannten, erstmals ausgespielten europäischen Vereinswettbewerbs. In einer Gruppe mit dem späteren Sieger UNICS Kasan schied man vorzeitig als Vorletzter aus. In den drei Jahren nach 2004 wechselten sich bei nahezu ausgeglichenem Punktekonto Play-off-Platzierungen und Verpassen der Play-offs ab. 2008 gelang die bis dahin beste Platzierung mit dem fünften Platz nach der Hauptrunde, doch in den folgenden Play-offs verlor man gegen den besser platzierten Titelverteidiger Chorale Roanne, als beide Mannschaften ihre Heimspiele deutlich dominieren konnten. In der darauffolgenden Spielzeit nahm man erneut am nun EuroChallenge genannten Wettbewerb teil, doch schied man hier ohne Sieg nach sechs Niederlagen in der ersten Runde in einer für diesen Wettbewerb vergleichsweise gut besetzten Gruppe aus. Auch in der nationalen Meisterschaft lief es deutlich schlechter, als man in den folgenden Spielzeiten ein „Abo“ auf den 14. und letzten Nicht-Abstiegsplatz hatte, den man nur 2011 mit dem 13. Platz geringfügig verbessern konnte.
Die Saison 2015/16 konnte Le Havre nur auf dem 18. und damit letzten Platz beenden. Daher steigt man zur Saison 2016/17 in die LNB Pro B ab.

## Bekannte Spieler
| - Bruce Bowen 1993/94 - Vincent Collet 1994–1998 - Brandon Williams 1996/97 - Marcus Goree 2000–2001 - Pat Durham 2002–2006 - / Ricardo Greer 2002/03 - / Jeff Greer 2003/04 - Gary Alexander 2003/04 - Norbert Valis 2003/04 - Aymeric Jeanneau 2003/04 - Ian Mahinmi 2003–2006 | - Fabien Causeur 2005–2009 - Pape Sy 2004–2010 - Willie Jenkins 2006 - Ali Traoré 2006–2008 - Bingo Merriex 2008/09 - Marcus Slaughter 2008/09 - Ansu Sesay 2010 - Nic Wise 2011/12 - Greg Jenkins 2011/12 - Vlad Moldoveanu seit 2012 |

## Ehemalige Trainer
- 1999–2000  Jean-Luc Monschau
- 2000–2002  Michel Gomez
- 2002–2004  Éric Girard
- 2004–2008  Christian Monschau
- 2008–2012  Jean-Manuel Sousa